# Octopus (yacht)
M/Y Octopus är en megayacht tillverkad av Lürssen i Bremen i Tyskland. Hon levererades 2003 till den amerikanske IT-entreprenören Paul Allen. I oktober 2018 avled Allen och Octopus blev såld i augusti 2021 av dennes dödsbo. Det rapporterades senare av nyhetsmedia om att den svenske entreprenören Roger Samuelsson var den nye ägaren.
Octopus designades av Espen Øino medan Jonathan Quinn Barnett designade interiören. Megayachten är 126,2 meter lång och har totalt 41 hytter, den har en kapacitet på 26 passagerare fördelat på 13 hytter plus en besättning på 63 besättningsmän. Den har också två helikoptrar och två ubåtar.
Octopus kostade uppemot 200 miljoner amerikanska dollar att färdigställa och vid leverans var den världens största motoryacht.
Megayachten hyrdes ofta ut till olika ändamål som bland annat forskningsresor och räddningsuppdrag. Den har varit med om att hitta örlogsfartygen Musashi och USS Indianapolis, som båda sänktes under andra världskriget.

## Bilder

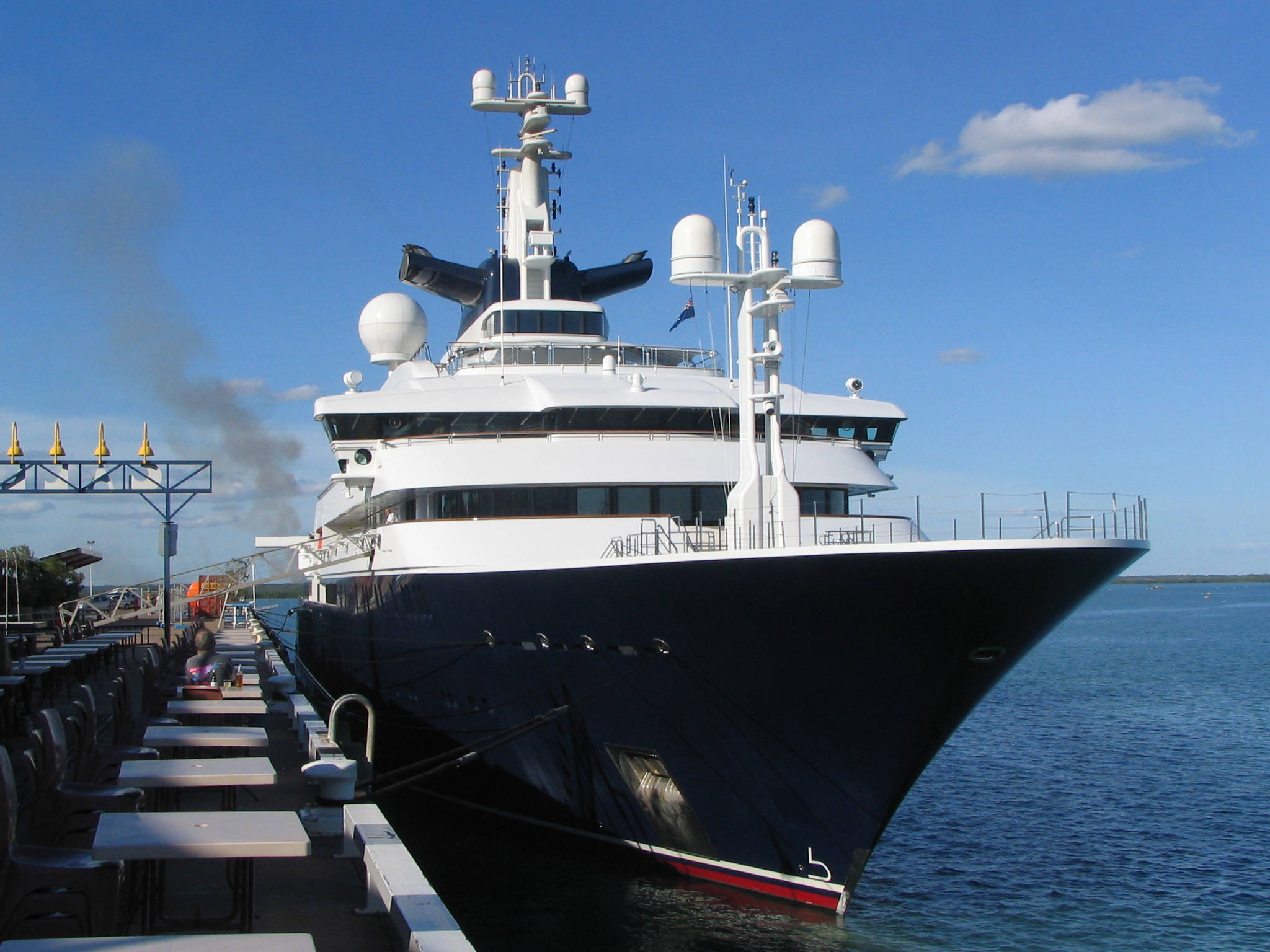
Octopus i Darwin i Australien, 2006.
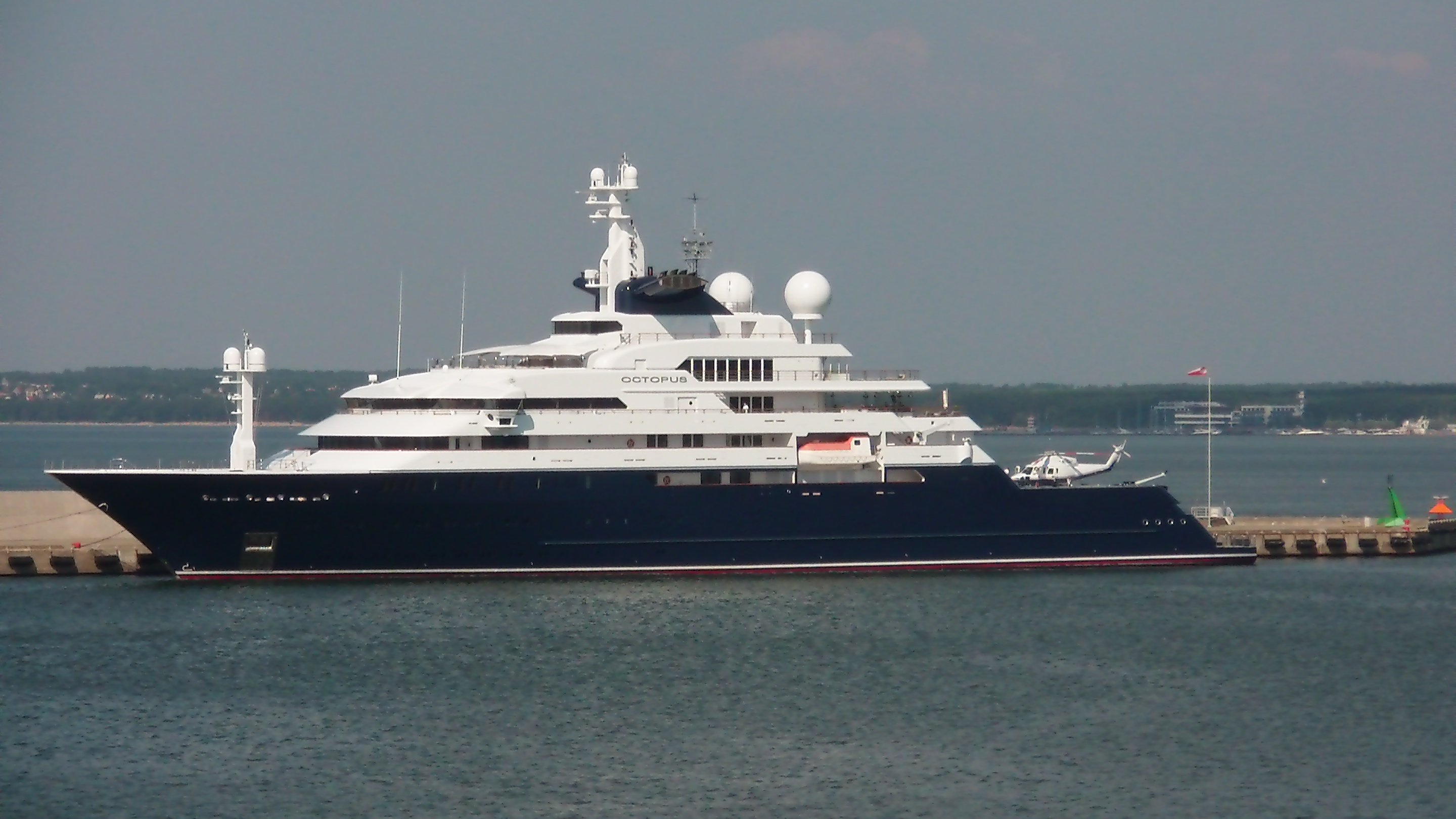
Octopus i Tallinn i Estland, 2010.
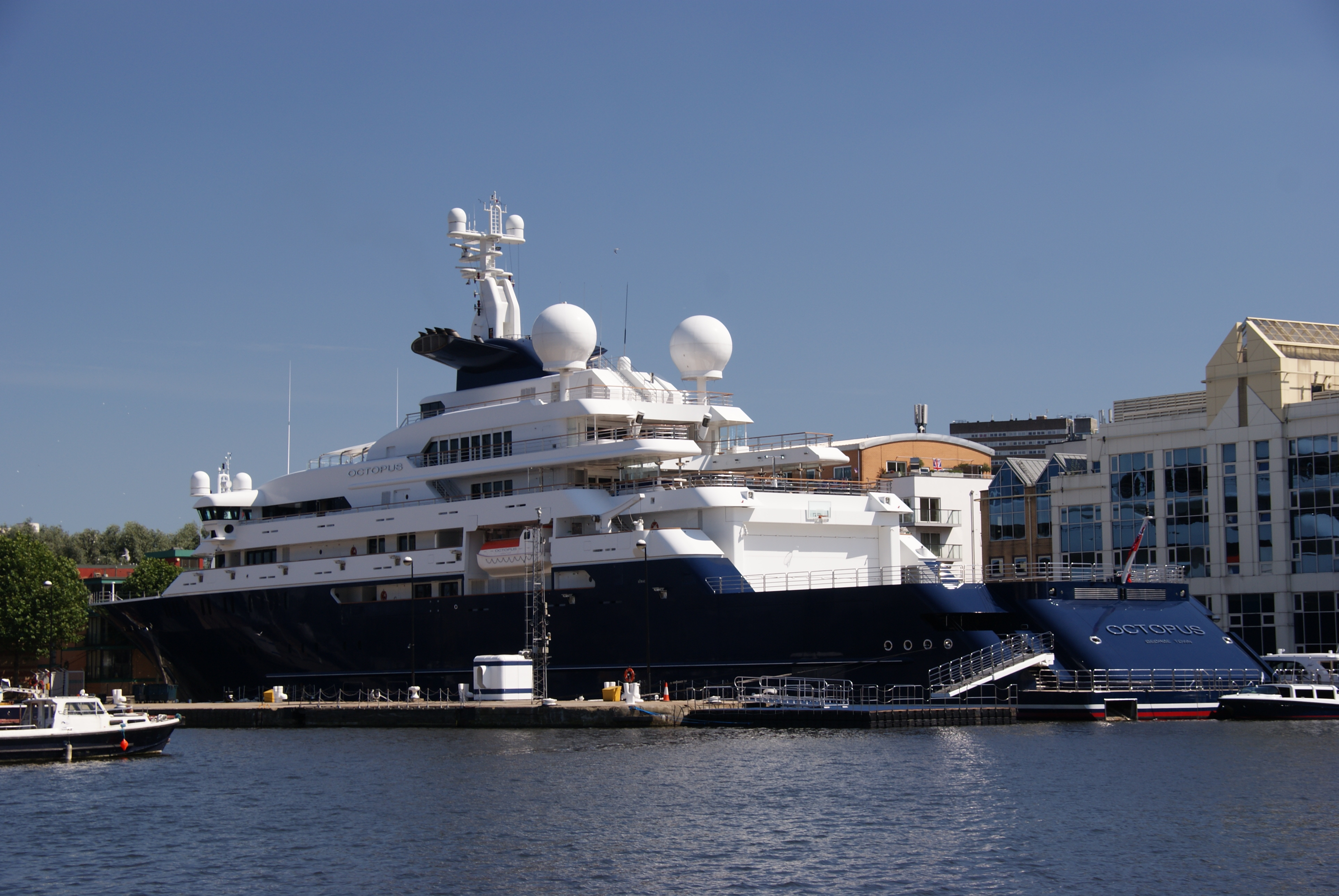
Octopus i London, England i Storbritannien, 2012.